# (73670) Kurthopf
(73670) Kurthopf ist ein Asteroid des Hauptgürtels, der am 19. August 1982 von Carolyn und Eugene Shoemaker am Palomar-Observatorium (IAU-Code 675) in den Peninsular Ranges entdeckt wurde. Der Asteroid ist keiner identifizierbaren Asteroidenfamilie zuzuordnen.
Der Namensvorschlag kam von Gabriele und Dieter Heinlein. Kurt Hopf (* 1952) leitete von 1976 bis 2002 die Sternwarte in Hof. Als Astrodidaktiker arbeitete er viele Jahre im Herausgeber- und Redaktionsbeirat der Fachzeitschrift Astronomie + Raumfahrt im Unterricht mit. Ferner hatte er eine regelmäßige astronomische Kolumne in der Jugendzeitschrift ich TU WAS! (Domino Verlag). Er schrieb das Begleitbuch zur Sendung Willi wills wissen So spannend ist die Welt im Weltraum.